# Psathyrostachys stoloniformis
Psathyrostachys stoloniformis là một loài thực vật có hoa trong họ Hòa thảo. Loài này được C.Baden miêu tả khoa học đầu tiên năm 1990.